# برکلی هیلز
برکلی هیلز (به انگلیسی: Berkeley Hills) (بلندی‌های برکلی)، دامنه‌ای از رشته‌کوه‌های ساحلی اقیانوس آرام است که در سمت شمال شرقی دره‌ای که خلیج سانفرانسیسکو را هم در بر می‌گیرد قرار گرفته‌است. این بلندی‌ها قبلاً "Contra Costa Range / Hills" نامیده شده بودند (که از سیرالئون کنتا کاستا اسپانیایی برگرفته شده‌بود)، اما با برپایی برکلی و دانشگاه کالیفرنیا، نام جاری برکلی هیلز توسط جغرافیدانان و فرهنگ‌های جغرافیایی استفاده شد و رایج گردید.